# Marktkirche (Hannover)
La Marktkirche, dedicata a San Giorgio e San Giacomo, è una chiesa evangelica di Hannover ed è la più antica chiesa parrocchiale della città. La chiesa, assieme all'Altes Rathaus, rappresenta il gruppo più meridionale dello stile architettonico del gotico baltico.
La chiesa presenta la forma di una Hallenkirche con la torre campanaria, alta 97 m, che rappresenta un punto di riferimento per Hannover.

## Storia

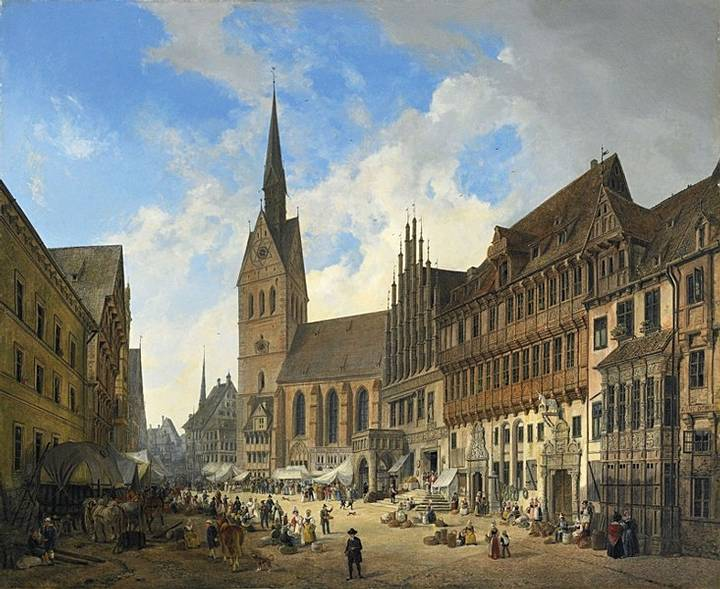
La Marktkirche in una veduta di Domenico Quaglio

La chiesa attuale in stile gotico sorge nello stesso luogo di una chiesa romanica, menzionata per la prima volta come San Giorgio nel 1125. Al 1342 risale invece l'attuale nome e dedica ai santi Giorgio e Giacomo.
L'aspetto attuale si deve alla ricostruzione del 1344. Nel 1347 venivano gettate le fondamenta per la torre campanaria.
Fra il 1825 e il 1855 la chiesa venne restaurata. 
Durante la seconda guerra mondiale, la chiesa venne fortemente danneggiata in seguito ai bombardamenti aerei su Hannover. La ricostruzione dell'aspetto originario si ebbe fra il 1946 e il 1952.